# Leopoldo de Gregorio
Pour les articles homonymes, voir Gregorio et Squillace (homonymie).
Leopoldo de Gregorio, marquis d'Esquilache ou Squillace (Messine ou Gênes, 23 décembre 1699 - Venise, 15 septembre 1785) est un diplomate et un homme politique espagnol d'origine italienne du XVIIIe siècle.

## Biographie
Cette section ne s'appuie pas, ou pas assez, sur des sources secondaires ou tertiaires indépendantes du sujet.

Pour l'améliorer, ajoutez-en, ou placez des modèles {{Source secondaire souhaitée}} ou {{Source secondaire nécessaire}} sur les passages mal sourcés. (août 2024)
On ne sait pas grand-chose de certain sur les débuts de la vie de Leopoldo de Gregorio, si ce n'est qu'il est né à Messine en Sicile vers 1699[réf. nécessaire]. Les premières sources sûres le mentionnent en train de combattre en Italie dans les années 1740, comme munitionnaire dans l'armée espagnole. Alors qu'il est retiré ensuite dans sa ville natale, Bernardo Tanucci fait appel à lui. C'est à ce moment que commence sa relation avec le roi de Naples et de Sicile, don Carlo, futur roi d'Espagne sous le nom de Charles III[réf. nécessaire].
Leopoldo de Gregorio est tout d'abord administrateur général des douanes en 1748. Il impressionne le roi par ses idées novatrices, inspirées des Lumières. Le roi Charles le nomme secrétaire des Finances du royaume de Naples en 1753 et lui confie la réforme de l'armée. Il est finalement fait marquis d'Esquilache en 1755[réf. nécessaire].
Il suit le roi, qui accède en 1759 au trône d'Espagne. Il est nommé tout d'abord surintendant général aux Finances en 1759, puis secrétaire à la Guerre en 1763 et conseiller d'État en 1764. Avec la confiance absolue de Charles III, qui le soutient dans ses projets inspirés des idées des Lumières, il entame une série de réformes destinées à moderniser le pays[réf. nécessaire].
Il se heurte cependant déjà à l'hostilité grandissante de la noblesse de la Cour, de l'Église et même de la population, qui le voient comme un étranger, et s'opposent à ses projets de réforme. La population ne supporte pas non plus sa décisions d'interdire les excès provoqués lors des fêtes et les charivaris[réf. nécessaire].
Il prend diverses décisions d'inspiration physiocrate et libérale, comme la libre circulation des grains. Sa bonne administration est même saluée, en particulier à Madrid, qui connait des actions d'assainissement et d'éclairage modernes. Il établit pour la première fois l’Administration des rentes en Amérique, en particulier en Louisiane et à Cuba, afin d'entretenir les troupes qui y stationnaient[réf. nécessaire].

## Larévolte contre Esquilacheet ses conséquences
Déclenchée par une loi visant à interdire le port de la cape longue et du sombrero au profit de la cape courte et du tricorne, la révolte contre Esquilache, du 23 au 26 mars 1766, partie de Madrid, gagne rapidement toute l'Espagne et toutes les couches de la société. Le roi est contraint d'accepter les conditions des mutins :
- renvoi d'Esquilache et de son gouvernement, le marquis devant être expressément renvoyé en Italie ;
- formation d'un nouveau gouvernement composé uniquement d'Espagnols ;
- baisse du prix des produits d'alimentation ;
- retrait des réformes vestimentaires.

Malgré l'affection du roi pour Esquilache, il est éloigné, et doit quitter Madrid pour Carthagène, d'où il gagne Naples puis la Sicile. Il est finalement nommé ambassadeur d'Espagne à Venise en 1772 - non sans quelque amertume -, où il termine ses jours.

## Famille
Il est le père de Giovanni De Gregorio (1729-1791), créé cardinal avec titre de l'église de la Sainte-Trinité-des-Monts en 1785, puis camerlingue du Sacré Collège en 1789. Un autre fils est le cardinal Emmanuele de Gregorio.

## Dans la littérature et au cinéma
La vie d'Esquilache a inspiré plusieurs œuvres artistiques :
- Un soñador para un pueblo, livre écrit en 1958 par Antonio Buero Vallejo, basé sur les événements de la révolte d'Esquilache.
- Esquilache, film réalisé en 1989 par Joaquín Molina et Josefina Molina. Il fut nommé à plusieurs reprises pour les Goyas de 1989[3].

### Crédit d'auteurs
- (es) Cet article est partiellement ou en totalité issu de l’article de Wikipédia en espagnol intitulé « Marqués de Esquilache » (voir la liste des auteurs).